# Cheumatopsyche brevilineata
Cheumatopsyche brevilineata är en nattsländeart som först beskrevs av Iwata 1927.  Cheumatopsyche brevilineata ingår i släktet Cheumatopsyche och familjen ryssjenattsländor. Inga underarter finns listade i Catalogue of Life.